# Machaerota elegans
Machaerota elegans är en insektsart som beskrevs av Maa 1963. Machaerota elegans ingår i släktet Machaerota och familjen Machaerotidae.
Artens utbredningsområde är Thailand. Inga underarter finns listade i Catalogue of Life.